# Alex DeWitt
Alexandra "Alex" DeWitt es un personaje ficticio del Universo DC Comics. Ella es la novia de Kyle Rayner antes de que él reciba el anillo de poder de Linterna Verde de Ganthet. Sin embargo, es más conocida como la víctima de asesinato cuya forma de eliminación llevó a Gail Simone a acuñar la frase "Mujeres en Refrigeradores". DeWitt aparece por primera vez con Kyle al final de Green Lantern vol. 3, n. ° 48.

## Historia del personaje

### Tiempo con Kyle Rayner
Como fotógrafa para un periódico en Los Ángeles, Alex se sentía molesta por la actitud algo inmadura de Kyle hacia el trabajo. Cuando Kyle reveló el nuevo anillo que había recibido, al principio ella se mostró algo aprehensiva. No obstante, ayudó a Kyle a entrenarse para usar sus nuevos poderes. El tiempo de Alex con Kyle fue efímero, sin embargo. En Green Lantern (vol. 3) N° 54, Kyle regresa a casa para encontrar que Mayor Force había estrangulado a Alex y la había colocado en el refrigerador. Esto provocó que Kyle atacara al Mayor Force. Durante la batalla, él casi perdió el anillo cuando su carga se agotó, pero Mayor Force descubrió que la "roca verde" en su posesión era una linterna de poder que recargó el anillo. 

### Después de su muerte
En su primer encuentro con Hal Jordan como Parallax, Hal ofrece resucitar a Alex como la parte de su plan para recrear el universo. Cuando Kyle se muda a Nueva York y se une a los Jóvenes Titanes, él se duerme mientras observa los monitores y su anillo hace una proyección de Alex. Después, cuando el demonio Nerón los ataca, él intenta incitar a Kyle ofreciéndole resucitar a Alex. Kyle, ya habiendo rechazado la misma oferta de Hal, igualmente se niega a la oferta de Neron. Finalmente, en el Anual de Linterna Verde, se cambian los espíritus de Kyle y de Hal, para que el espíritu de Kyle esté en el cuerpo de Hal en el momento en que Hal está debutando como Linterna Verde, mientras el espíritu de Hal está ocupando el cuerpo de Kyle durante el tiempo en que Alex todavía era su novia. Aquí, el Mayor Force ataca a Alex, pero Hal puede impedirle matarla. Sin embargo, cuando se regresan las almas de Kyle y Hal a sus respectivos cuerpos futuros y ellos regresan al presente, Alex esta una vez más muerta. 
Una versión diferente de Alex se encuentra en la miniserie Círculo de fuego, dónde Kyle convoca seis versiones diferentes de Linterna Verde para ayudarle a luchar contra Oblivion. Uno de éstos Linternas Verdes era Alexandra DeWitt. 
Otra versión de Alex apareció en Ion N° 3, como una proyección creada por el poder de Mogo y el subconsciente de Kyle.